# 10093 Diesel
10093 Diesel (1990 WX1) là một tiểu hành tinh vành đai chính được phát hiện ngày 18 tháng 11 năm 1990 bởi Eric Walter Elst ở Đài thiên văn Nam Âu. Nó được đặt theo tên German engineer Rudolf Diesel, inventor thuộc diesel engine.